# 2001年CASH金帆音樂獎
2001 CASH金帆音樂獎是由香港作曲家及作詞家協會（CASH）舉辦之一香港樂壇頒獎典禮，由專業音樂創作人提名及投票選出。

## 得獎名單[1]

### 最佳正統音樂作品
- 夢拾紅梅               
  - 作曲：羅永暉
  - 作詞：何應豐／梵谷
  - 演奏：香港小交響樂團

### 最佳組合或樂隊演繹獎
- 1984
  - 主唱：Swing

### 最佳女歌手演繹
- 給自己的情書
  - 主唱：王菲

### 最佳男歌手演繹
- 有病呻吟
  - 主唱：張學友
- K歌之王
  - 主唱：陳奕迅

### 最佳另類流行音樂作品
- 寒武紀
  - 作曲：王菲
  - 作詞：林夕
  - 編曲／監製：張亞東
  - 主唱：王菲

### CASH最佳歌曲大獎
- 給自己的情書
  - 作曲／編曲：C.Y. Kong
  - 作詞：林夕
  - 監製：梁榮駿
  - 主唱：王菲